# Sphagnum punctaesporites
Sphagnum punctaesporites là một loài rêu trong họ Sphagnaceae. Loài này được Rouse mô tả khoa học đầu tiên năm 1959.